# Conway (South Carolina)
Conway ist eine US-amerikanische Stadt im Horry County im US-Bundesstaat South Carolina, unweit von Myrtle Beach, etwa 15 km vom Atlantischen Ozean entfernt. Das U.S. Census Bureau hat bei der Volkszählung 2020 eine Einwohnerzahl von 24.849 auf einer Fläche von 37,4 km² ermittelt.
Die Bevölkerungsdichte ist demnach 755 Einwohner je km². Conway beherbergt die Coastal Carolina University.

## Geschichte
Mit dem ursprünglichen Namen Kingston ist Conway eine der ältesten Städte South Carolinas und wurde bereits 1734 gegründet.

## Söhne und Töchter der Stadt
- James B. Vaught (1926–2013), Generalleutnant der United States Army
- William Ford Gibson (* 1948), Science-Fiction-Autor
- Vanna White (* 1957), Fernsehmoderatorin
- Scott Bessent (* 1962), Hedgefondsmanager
- Bryan Edwards (* 1998), American-Football-Spieler
- Jalon Walker (* 2004), American-Football-Spieler